# Jan Strzeszewski

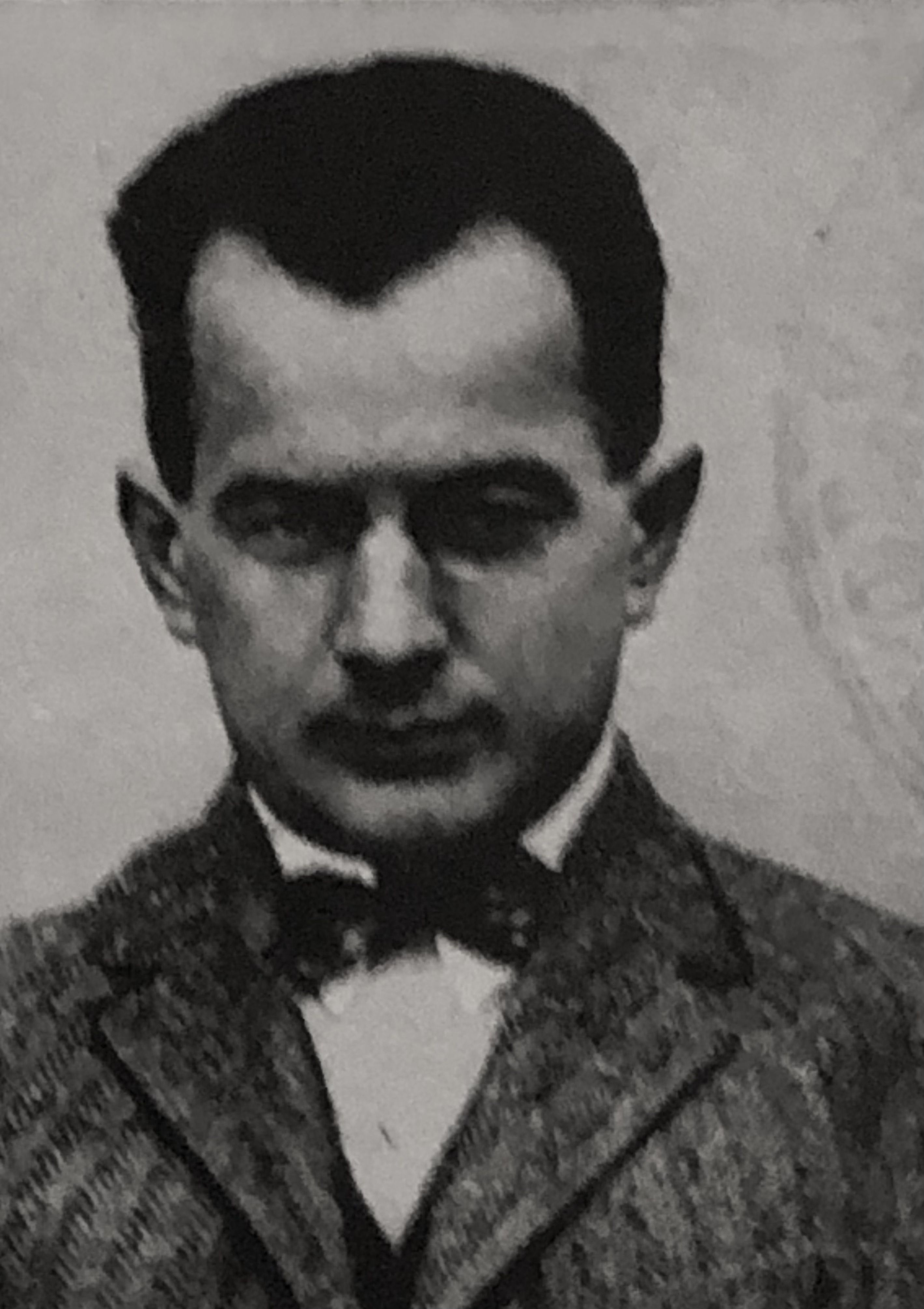
Jan Strzeszewski

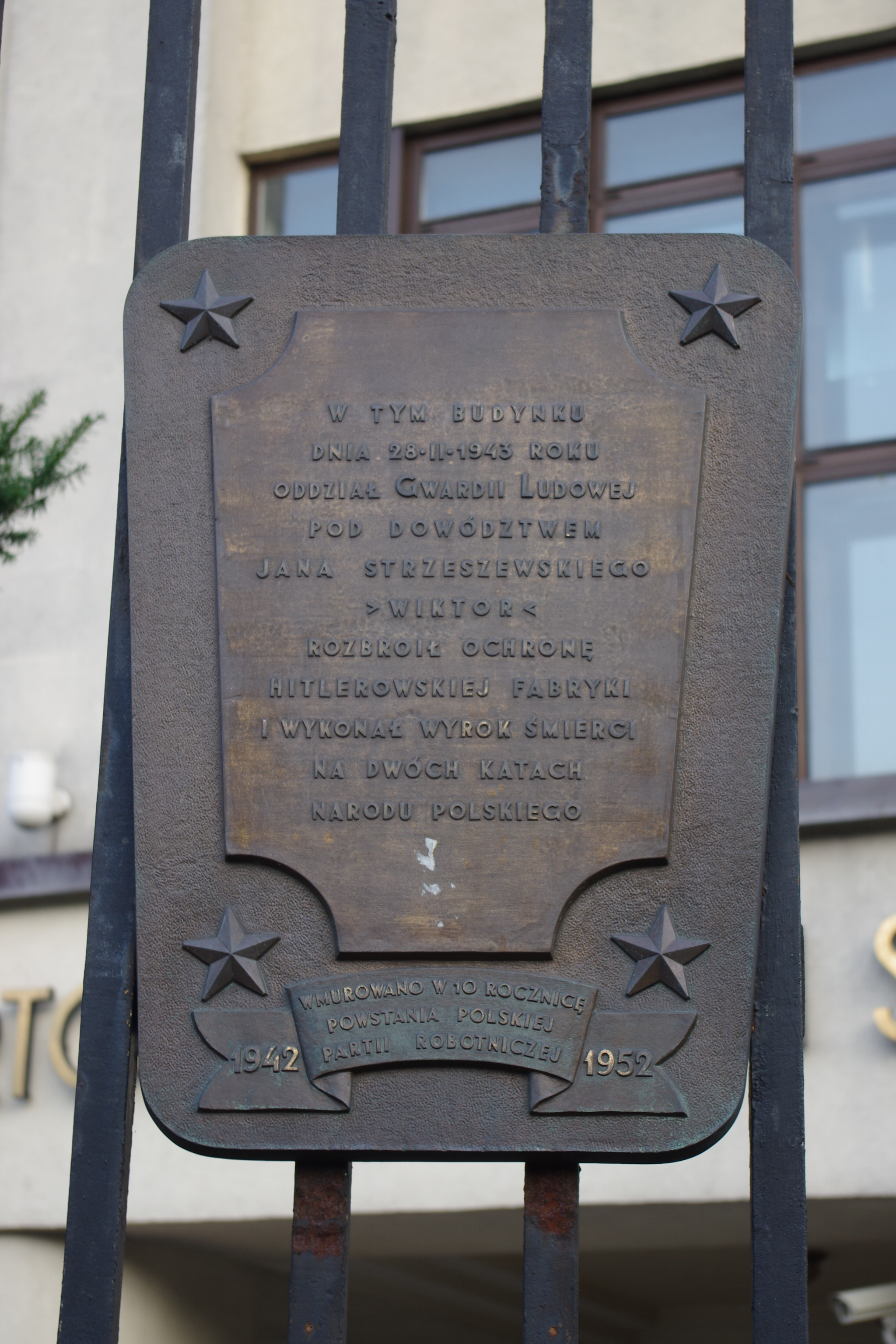
Tablica upamiętniająca akcję oddziału Gwardii Ludowej pod dowództwem Jana Strzeszewskiego ps. Wiktor w wyniku której zlikwidowało dwóch hitlerowskich zdrajców w dniu 28 lutego 1943 r., przy ul. Sanguszki w Warszawie

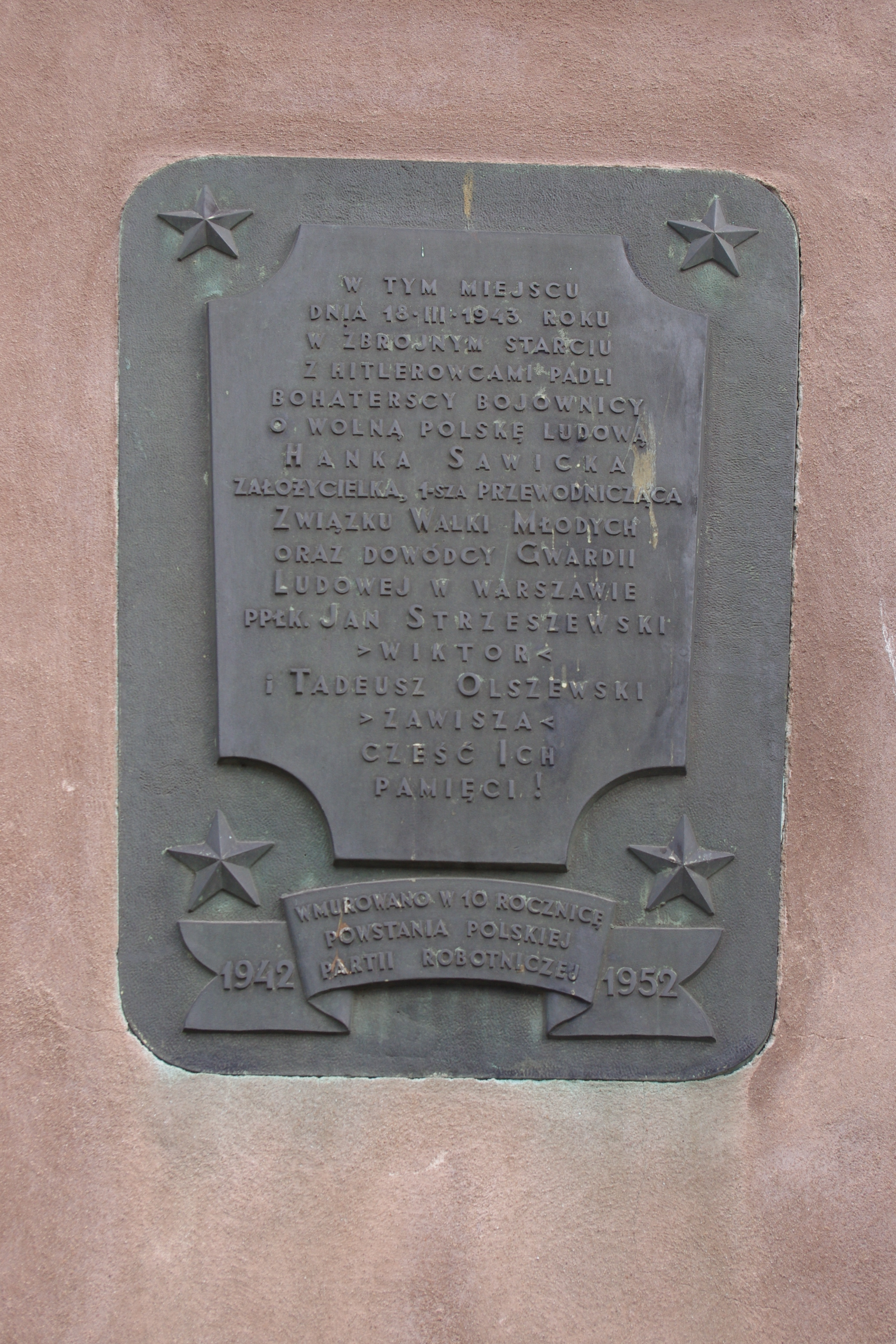
Tablica upamiętniająca śmierć Hanki Sawickiej, Jana Strzeszewskiego i Tadeusza Olszewskiego na kamienicy przy ul. Mostowej 2 w Warszawie

Jan Strzeszewski (ur. 1 kwietnia 1894 w Koziminach Starych, zm. 19 marca 1943) – inżynier architekt, działacz sportowy, wiceprezes Polskiego Związku Bokserskiego, sędzia bokserski, dowódca oddziału specjalnego Sztabu Głównego Gwardii Ludowej.

## Życiorys

### Dzieciństwo i młodość
Był synem Stanisława i Stanisławy Domicelli z rodu Lipińskich. Po śmierci ojca w 1903 r. wraz z dwojgiem rodzeństwa oraz matką przeprowadził się do Warszawy, gdzie rozpoczął naukę w Gimnazjum Emiliana Konopczyńskiego (obecnie im. Adama Mickiewicza). W 1911 r. otrzymał świadectwo dojrzałości, które umożliwiło mu podjęcie dalszej edukacji na Wydziale Architektury Politechniki w Mediolanie, a także w Akademii Sztuk Pięknych. Od najmłodszych lat wykazywał zainteresowanie sportem, zwłaszcza boksem. Pierwsze treningi odbywał wraz z bratem. Na studiach rozpoczął przygodę z boksem zawodowym, wstępując do sekcji bokserskiej w Akademickim Związku Sportowym, dzięki czemu w krótkim czasie stał się czołowym zawodnikiem. Oprócz tego pełnił także funkcję sędziego.

### I wojna światowa i okres międzywojenny
W momencie wybuchu I wojny światowej w 1914 r. całkowicie poświęcił się rodzinie. Pomagał matce w prowadzeniu gospodarstwa w Ołtarzewie, a następnie w 1916 odbył praktykę budowlaną w Częstochowie, gdzie wstąpił do POW. Po ukończeniu szkoły podoficerskiej od stycznia do maja 1917 wstąpił do szkolnej grupy POW w Warszawie, a od listopada 1917 kontynuował przerwane wskutek wybuchu wojny studia na Wydziale Architektury. Niedługo później został aresztowany przez niemieckie władze pod zarzutem czynnej działalności w POW. Od 10 do 18 marca 1918 uwięziony był w Cytadeli Warszawskiej. 12 listopada 1918 podjął służbę w trzecim szwadronie 1 Pułku Ułanów Krechowieckich WP. Wiosną 1919 wskutek choroby nerek trafił do Szpitala Czerwonego Krzyża w Warszawie, po czym został zwolniony na bezterminowy urlop. W lipcu 1920 ponownie zgłosił się do WP, gdzie wykonywał prace kancelaryjne w Sekcji Jazdy Wydziału Organizacyjno-Mobilizacyjnego Departamentu I MSWojsk. W marcu 1921 został przeniesiony do rezerwy.
21 sierpnia 1931 został aresztowany. Podczas rewizji mieszkania policja odnajduje ulotki, pisma, wydawnictwa KPP i pistolet browning FN, co znacznie pogrąża podejrzanego. Wskutek tego zostaje osadzony w więzieniu, jednakże 10 marca 1933 zwolniono go za kaucją do dnia procesu sądowego. Wyrokiem Sądu Okręgowego w Warszawie z 7 czerwca 1933 zostaje "skazany na karę więzienia przez 5 lat z utratą praw obywatelskich honorowanych przez 8 lat za udział w zbrodni stanu", co zaowocowało skreśleniem go 20 czerwca 1934 przez Biuro Personalne MSWojsk z list oficerskich, a także zwolnieniem z obowiązku wojskowego. W 1935 na mocy amnestii został zwolniony z mokotowskiego więzienia. Od 1936 kierował działem ogłoszeń w czasopiśmie „Grafika”. Później w 1939 stał się współwłaścicielem biura architektonicznego i budowlanego.

### II wojna światowa
Uznawany za współorganizatora i pierwszego dowódcę Gwardii Ludowej dzielnicy Mokotów, jak również oficera informacyjnego sztabu okręgu. Rozkazem z dn. 1 grudnia 1942 mianowany został oficerem Sztabu Głównego, szefem Wydziału Informacyjnego i zastępcą Sztabu Głównego GL. 24 października 1942 dowodził u boku Bolesława Kowalskiego (dowódcy okręgu Warszawa) trzem zamachom bombowym wymierzonym w Cafe Club, drukarnię "Nowego Kuriera Warszawskiego" oraz restaurację "Mitropa". Dowodził także 30 listopada 1942 w ataku na Centralę KKO, 14 stycznia 1943 w akcji przeprowadzonej w Ubezpieczalni Społecznej, 17 stycznia 1943 w zamachu na kino "Helgoland", a następnie 28 lutego 1943 na Wytwórnię Papierów Wartościowych.
W okresie okupacji prowadził także działalność gospodarczą, w 1941 wraz z inż. Bonieckim założył przedsiębiorstwo zajmujące się piaskarstwem. Wszystkie zyski wynikające z prowadzenia biura przeznaczał jednak na wydatki związane z pracą konspiracyjną.
Razem z Władysławem Gomułką uczestniczył w rozmowach z przedstawicielami Delegatury Rządu RP na Kraj mających miejsce 18, 22 oraz 25 lutego 1943. Krótko później, 18 marca 1943 wraz z Hanką Sawicką i Tadeuszem Olszewskim wpadł w zasadzkę gestapo przy ul. Mostowej w Warszawie. Jego ujęcie spowodowało odznaczenie dwóch funkcjonariuszy Sonderkommando (Steigera i Folta) Krzyżami Żelaznymi II klasy. Pośmiertnie w 1945 został odznaczony Krzyżem Grunwaldu II klasy i mianowany pułkownikiem.

### Osiągnięcia sportowe
W latach 1923–1924 kierował sekcją bokserską warszawskiego AZS, jak również został włączony przez red. Wiktora Junoszy Dąbrowskiego do prac centralnych polskiego pięściarstwa, gdzie 16 grudnia 1923 objął urząd Wiceprezesa PZB w Warszawie. 29 grudnia 1925 siedzibę zarządu przeniesiono do Poznania, a on sam zaczyna pełnić rolę reprezentanta PZB wobec Związku Związków Sportowych, Polskiego Komitetu Igrzysk Olimpijskich oraz władz państwowych. W marcu 1926 został mianowany członkiem zarządu, gdzie pozostał do 1927. Podczas mistrzostw Polski w Łodzi w 1926 pełnił funkcję sędziego ringowego. Przewodniczył także słynnej w dziejach walce pomiędzy Wende a Reuttem na Dynasach. Na przełomie lat 20. i 30. zakończył ostatecznie przygodę ze sportem, aby całkowicie poświęcić się działalności w Związku Zawodowym Kolejarzy i Wydziale Zawodowym Komitetu Warszawskiego KPP. Należał również do Ochotniczych Batalionów Robotniczych, u boku których brał udział w obronie stolicy. W 1942 działał w PPR i GL. Nieco wcześniej natomiast należał do Związku Walki Wyzwoleńczej.